# Frota do Metrô de Belo Horizonte
A frota operacional de trens do Metrô de Belo Horizonte é composta de 2 séries de composições fabricadas entre os anos de 1985 e 2014, atualmente operadas pela concessionária Metrô BH. São 35 TUEs, com 4 carros, configurados da seguinte forma: MA+RA+RB+MB.

## Frota atual
| Série | Máscara | Ano / Adquirente inicial | Fabricante | Trens / Carros | Potência / Aceleração | Identificação                             |
| ----- | ------- | ------------------------ | --- | -------------- | --------------------- | ----------------------------------------- |
| 900   |         | 1985 / 2001 RFFSA        | → Francorail → Cobrasma → MTE → Brown Boveri → Traction Cem Oerlikon → Jeumont Shineider → ADtranz → Bombardier → Alstom | 25/100         | 2.520 kW / 0,80 m/s²  | MA01/RA01/RB01/MB01 a MA25/RA25/RB25/MB25 |
| 1000  |         | 2012 / 2015 CBTU         | → CAF → Alstom | 10/40          | 2.860 kW / 0,90 m/s²  | MA26/RA26/RB26/MB26 a MA35/RA35/RB35/MB35 |

## Frota Futura
| Série | Máscara | Ano / Adquirente Inicial | Fabricante | Trens /Carros | Potência / Aceleração' | Identificação                             | Nota |
| ----- | ------- | ------------------------ | ---------- | ------------- | ---------------------- | ----------------------------------------- | --- |
| -     |         | 2026 / 2028 Metrô BH     | → CRRC     | 24/96         | 2.860 kW / 0,90 m/s²   | MA36/RA36/RB36/MB36 a MA59/RA59/RB59/MB59 | Contrato de compra dos equipamentos já foi assinado, entretanto eles começam a chegar em meados de 2026. |

## Frota baixada
| Série | Máscara | Ano / Adquirente Inicial | Fabricante                                                                               | Potência / Aceleração | Notas |
| ----- | ------- | ------------------------ | ---------------------------------------------------------------------------------------- | --------------------- | --- |
| 900   |         | 1980 RFFSA               | → Francorail → Cobrasma → MTE → Brown Boveri → Traction Cem Oerlikon → Jeumont Schneider | 2488 kW / 0,80 m/s²   | Uma unidade foi emprestada pela CBTU-RJ em 1986, sendo devolvida em 1989, quando a primeira frota de Belo Horizonte já estava plenamente operacional. |

## Frota de locomotivas diesel-elétrica
Abaixo está a frota de locomotivas diesel-elétrico usadas nas manobras e manutenções das vias:
| Modelo/Série | Fabricante | Ano de fabricação | Adquirente inicial | Frota ativa | Frota inativa | Potência |
| ------------ | ---------- | ----------------- | ------------------ | ----------- | ------------- | -------- |
| ALCO RS3     | MLW        | 1952              | EFCB               | 1           | 0             | 1600 HP  |